# 院の御子
院の御子（いんのみこ、長寛3年/永万元年（1165年） - ?）は、平安時代末期の文献・『玉葉』に出てくる人物。実名不詳。

## 経歴
『玉葉』の記事によればこの人物は初め院近臣の藤原成親の子を自称していたが、寿永2年（1183年）を境に藤原資隆の娘を母とする後白河院の落胤を名乗るようになったという。
当初は都にあり、九条院（近衛天皇の皇后）によって養育されていた。安元2年（1176年）9月19日、九条院が死去すると外祖父の藤原資隆の屋敷で育てられた。15歳の時に逐電し、大和国を経て各地を転々として、伯耆国汗入郡大山寺、次いで同国河村郡三徳山三仏寺に移り住んだ。寿永2年頃、同国において反平氏行動を開始、海六成盛を中心とする武士団を味方に伯耆の半分（おそらく伯耆西部）と美作国の一部を支配下に入れた。『玉葉』には次いでこの人物が使者を京都へ送り、後白河院より平氏追討の命を受けたことが記されている。
この人物のその後の消息は不明だが、伯耆国内での一連の争乱は平氏方の小鴨氏らの勝利に終わっている。おそらくは純粋な意味での平氏討伐ではなく、単に伯耆国内での争乱において利用され、担ぎ上げられたものと見られる。